# 泉奘
象耳 泉奘（しょうじ せんじょう、永正15年（1518年） - 天正16年5月18日（1588年6月11日））は、日本の律宗の僧侶。
今川氏の出身とされ、今川氏親の4男とされる。今川義元の次男とする説もあるが各人の生年とは矛盾する。黒田基樹や大石泰史は泉奘と今川氏豊の存在は江戸時代前期の系譜からは確認できないことから、2人は氏親の子ではないする。
幼少時から僧侶となり、後に、泉涌寺の長老となる。その後、唐招提寺の長老にもなる。
また、筒井氏の菩提寺である伝香寺の中興開山にもなった。